# Aymaraes
Aymaraes is een provincie in de regio Apurímac in Peru. De provincie heeft een oppervlakte van 4.213 km² en heeft 32.995 inwoners (2015). De hoofdplaats van de provincie is het district Chalhuanca.
De provincie grenst in het noorden aan de provincies Andahuaylas en Abancay, in het oosten aan de provincies Abancay en Antabamba, in het zuiden aan de regio Arequipa en in het westen aan de regio Arequipa en de provincie Andahuaylas.

## Bestuurlijke indeling
De provincie is onderverdeeld in 17 districten, UBIGEO tussen haakjes:
- (030402) Capaya
- (030403) Caraybamba
- (030401) Chalhuanca, hoofdplaats van de provincie
- (030404) Chapimarca
- (030405) Colcabamba
- (030406) Cotaruse
- (030407) Huayllo
- (030408) Justo Apu Sahuaraura
- (030409) Lucre
- (030410) Pocohuanca
- (030411) San Juan de Chacña
- (030412) Sañayca
- (030413) Soraya
- (030414) Tapairihua
- (030415) Tintay
- (030416) Toraya
- (030417) Yanaca

Abancay · Andahuaylas · Antabamba · Aymaraes · Chincheros · Cotabambas · Grau